# کانویی‌والا موهره
کانویی‌والا موهره (به انگلیسی: Canoiwala Mohra) یک تحصیل در پاکستان است که در ناحیه پایتختی اسلام‌آباد واقع شده‌است. کانویی‌والا موهره ۴۹۷ متر بالاتر از سطح دریا واقع شده‌است.